# Nils Een
Nils Een (31 dicembre 1947) è un ex sciatore alpino norvegese.

## Biografia
Specialista delle prove veloci, Een ai Campionati norvegesi vinse la medaglia d'oro nella combinata nel 1974 e nella discesa libera e nella combinata nel 1975; non prese parte a rassegne olimpiche né ottenne piazzamenti in Coppa del Mondo o ai Campionati mondiali.

## Palmarès

### Campionati norvegesi
- 13 medaglie[senza fonte] (dati parziali fino alla stagione 1973-1974):
  - 3 ori (combinata nel 1974; discesa libera, combinata nel 1975)[1]
  - 5 argenti (discesa libera nel 1974; discesa libera, slalom gigante, combinata nel 1976; combinata nel 1978)
  -  5 bronzi (slalom speciale nel 1974; combinata nel 1979; discesa libera nel 1981; combinata nel 1982; discesa libera nel 1984)[senza fonte]